# Gennaro Contaldo
Gennaro Contaldo (Minori, 20 gennaio 1949) è un cuoco, conduttore televisivo e imprenditore italiano.
È noto soprattutto per essere stato amico e collaboratore di Antonio Carluccio.

## Biografia
Contaldo è cresciuto nel piccolo villaggio di Minori, nella costiera amalfitana, ereditando l'amore per il cibo grazie ai giorni trascorsi a caccia con suo padre e suo nonno e raccogliendo erbe con sua madre. Ha iniziato a lavorare nei ristoranti locali all'età di otto anni.. Nel 1969 lascia l'Italia alla volta di Londra per trovare lavoro. Qui, inizia la sua collaborazione con lo chef Antonio Carluccio. Alla fine degli anni Novanta ha aperto il suo ristorante, Passione, considerato uno dei migliori locali di Londra. Il locale ha chiuso i battenti nel 2009, a causa della crisi finanziaria. Tra i suoi allievi spicca Jamie Oliver.. I due hanno anche lavorato insieme per la trasmissione della BBC The Naked Chef. Il programma che lo ha reso probabilmente più celebre è stato Two Greedy Italians (BBC), un viaggio culinario insieme al suo amico chef Carluccio. Nel 2014 Contaldo è entrato nel Guinness World Record per aver realizzato ventiquattro ravioli nel giro di due minuti..